# 1949 na política

## Eventos
- 20 de janeiro — Harry S. Truman toma posse de seu segundo mandato como Presidente dos Estados Unidos
- 30 de abril — Fim do Estado de Bhopal; Hamidullah Cã, último nababo de Bhopal assina o acordo que integrou o seu estado na União Indiana.
- 7 de setembro – A República Federal da Alemanha é oficialmente fundada.
- 12 de setembro — Theodor Heuss é eleito pela Convenção Federal como o Primeiro Presidente da República Federal da Alemanha, ficando no cargo até 1959.
- 15 de setembro — Konrad Adenauer torna-se o primeiro chanceler da Alemanha Ocidental; ocupou o cargo até 1963 e foi reeleito em 1953, 1957 e 1961.
- 1 de outubro – Criada a República Popular da China.
- 12 de outubro — Criada a República Democrática Alemã.

## Nascimentos

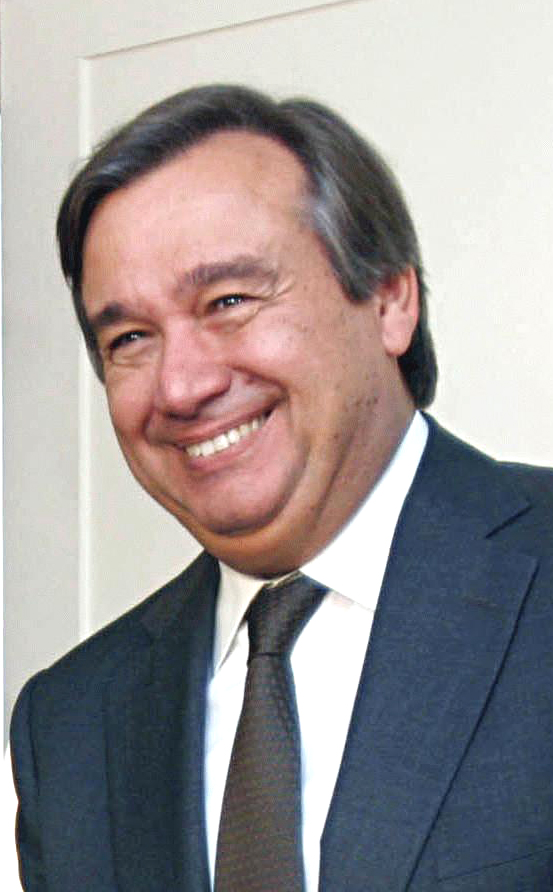
António Guterres (n. 30 de abril)

| Data           | Nome                           | Profissão | Nacionalidade   | Observações | Ref |
| -------------- | ------------------------------ | --- | --------------- | ----------- | --- |
| 6 de janeiro   | José Pacheco Pereira           | político e historiador | Portugal        |             |     |
| 11 de janeiro  | Witold Gintowt-Dziewałtowski   | político | Polónia         |             |     |
| 14 de março    | Rafael Ángel Calderón Fournier | presidente da Costa Rica de 1990 a 1994                                                                                             | Nicarágua       |             |     |
| 4 de abril     | Abdullah Öcalan                | líder o líder separatista curdo | Turquia         |             |     |
| 20 de abril    | Massimo d'Alema                | primeiro-ministro da Itália | Itália          |             |     |
| 25 de abril    | Ronaldo Lessa                  | político | Brasil          |             |     |
| 25 de abril    | Grażyna Tyszko                 | político | Polónia         |             |     |
| 25 de abril    | Dominique Strauss-Kahn         | Conhecido como DSK presidente do Fundo Monetário Internacional o FMI de 2007 a 2011                                                 | França          |             |     |
| 30 de abril    | António Guterres               | primeiro-ministro de Portugal e Alto Comissário para os Refugiados da ONU                                                           | Portugal        |             |     |
| 18 de maio     | António Couto dos Santos       | político | Portugal        | m. 2025     |     |
| 12 de junho    | Yuri Baturin                   | cosmonauta e político | União Soviética |             |     |
| 18 de junho    | Jarosław Kaczyński             | primeiro-ministro | Polónia         |             |     |
| 18 de junho    | Lech Kaczyński                 | presidente | Polónia         | m. 2010     |     |
| 15 de julho    | Carl Bildt                     | primeiro-ministro da | Suécia          |             |     |
| 16 de julho    | Marian Tomasz Goliński         | político | Polónia         | m. 2009     |     |
| 19 de julho    | Kgalema Motlanthe              | Presidente de 2008 a 2009 | África do Sul   |             |     |
| 25 de julho    | Daniel Sanches                 | político | Portugal        |             |     |
| 26 de julho    | Thaksin Shinawatra             | primeiro-ministro | Tailândia       |             |     |
| 29 de julho    | Jamil Mahuad                   | presidente de 1998 a 2000 | Equador         |             |     |
| 30 de julho    | Narciso Miranda                | político | Portugal        |             |     |
| 11 de agosto   | Valdemar Costa Neto            | político | Brasil          |             |     |
| 12 de agosto   | Fernando Collor de Mello       | presidente | Brasil          |             |     |
| 21 de agosto   | Gerson Gabrielli               | político | Brasil          |             |     |
| 29 de agosto   | João Soares                    | advogado, editor e político | Portugal        |             |     |
| 31 de agosto   | Silvio Mendes                  | político | Brasil          |             |     |
| 9 de setembro  | Susilo Bambang Yudhoyono       | presidente entre 2004 e 2014 | Indonésia       |             |     |
| 20 de setembro | Alberto Arons de Carvalho      | jornalista, professor universitário e político                                                                                      | Portugal        |             |     |
| 19 de outubro  | Chico Alencar                  | historiador e político | Brasil          |             |     |
| 21 de outubro  | Benjamin Netanyahu             | primeiro-ministro | Israel          |             |     |
| 21 de outubro  | Manuel Marín                   | presidente interino da Comissão Europeia em 1999                                                                                    | Espanha         | m. 2017     |     |
| 25 de novembro | Paulo Baltazar                 | político | Brasil          |             |     |
| 26 de novembro | Mari Alkatiri                  | primeiro-ministro entre 2002 e 2006                                                                                                 | Timor-Leste     |             |     |
| 21 de dezembro | Thomas Sankara                 | primeiro-ministro em 1983, presidente do Alto Volta (atual Burkina Faso) de 1983 a 1984 e presidente do Burkina Faso de 1984 a 1987 | Burquina Fasso  | m. 1987     |     |
| 25 de dezembro | Nawaz Sharif                   | primeiro-ministro (1990–1993; 1997–1999)                                                                                            | Paquistão       |             |     |
| 26 de dezembro | José Ramos-Horta               | político e jurista; primeiro-ministro (2006–2007) e presidente (2007–2012)                                                          | Timor-Leste     |             |     |
| 29 de dezembro | Isaltino Morais                | político | Portugal        |             |     |

## Mortes
| Data            | Nome                     | Profissão                                                | Nacionalidade | Observações | Ref |
| --------------- | ------------------------ | -------------------------------------------------------- | ------------- | ----------- | --- |
| 18 de fevereiro | Niceto Alcalá-Zamora     | presidente da Segunda República Espanhola de 1931 a 1936 | Espanha       | n. 1877     |     |
| 25 de setembro  | Fernando de Utra Machado | político da Primeira República                           | Portugal      | n. 1882     |     |
| 20 de novembro  | Wakatsuki Reijiro        | primeiro-ministro em 1926–1927 e 1931                    | Japão         | n. 1866     |     |